# Elisabeth von Droste zu Hülshoff
Elisabeth Freiin von Droste zu Hülshoff (* 1. Juli 1845 auf Burg Hülshoff; † 15. April 1912 in Kevelaer) war eine deutsche Schriftstellerin.

## Leben
Elisabeth (genannt „Settchen“) Freiin von Droste zu Hülshoff ist nicht zu verwechseln mit ihrer berühmten Tante Anna Elisabeth, abgekürzt Annette von Droste-Hülshoff, deren Patenkind sie war. Sie gehörte der 21. Generation ihrer Familie an, wurde als das jüngste von dreizehn Kindern des Gutsbesitzers und Politikers Werner-Constantin von Droste zu Hülshoff (1798–1867) und seiner Ehefrau Caroline, geb. Freiin von Wendt (Adelsgeschlecht)-Papenhausen (1802–1881) geboren und war eine Schwester von Heinrich von Droste zu Hülshoff, Klemens Friedrich Freiherr Droste zu Hülshoff, Ferdinand von Droste zu Hülshoff und Carl Caspar von Droste zu Hülshoff. Elisabeth, die wie ihre Brüder auch auf die Jagd ging, blieb unverheiratet und war u. a. kunsthandwerklich tätig. Sie setzte sich – wie ihre Geschwister – im Kulturkampf für die Katholische Kirche ein und lebte in ihren letzten Jahren im Wallfahrtsort Kevelaer, wo sie an Mosaiken mitgearbeitet haben soll. Sie wirkte mit ihrem Bruder Heinrich auf die Ausgabe der Gesammelten Werke ihrer Tante Annette von 1884/87 hin, deren Herausgeberin sie war und die der Jesuitenpater Wilhelm Kreiten besorgte.

## Schriftstellerische Arbeiten
Weithin bekannt wurde Elisabeths Gedicht Letzte Worte, das noch vor wenigen Jahren Annette von Droste-Hülshoff zugeschrieben wurde und deren Grab auf dem Friedhof Meersburg zierte:
Geliebte, wenn mein Geist geschieden

So weint mir keine Träne nach

Denn, wo ich weile, dort ist Frieden

Dort leuchtet mir ein ew’ger Tag!
Wo aller Erdengram verschwunden

Soll euer Bild mir nicht vergehn

Und Linderung für eure Wunden

Für euern Schmerz will ich erflehn.
Weht nächtlich seine Seraphsflügel

Der Friede übers Weltenreich

So denkt nicht mehr an meinen Hügel

Denn von den Sternen grüß’ ich euch!
Ihre Namensähnlichkeit mit ihrer berühmten Tante nutzend, veröffentlichte Elisabeth, auch gemeinsam mit ihrem Bruder Ferdinand, Romane und Gedichte.

## Veröffentlichungen
- Die Burggräfin von Stromberg. Historischer Roman aus dem 14. Jahrhundert, Lilufee – Humoristisches Märchen, Gedichte, Die drei Klatschbasen, Harzbilder, Rhenania-Verlag, Bonn
- Anna Morian. Erzählung (aus dem Leben Peters des Großen). Ferdinand Schöningh, Münster und Paderborn 1887 (Digitalisat)
- Zwei Märchen – I. Ein Harzmärchen des Bodetales – II. Das Marienkäferchen, Verlag P. Hauptmann, Bonn
- Das Kinderfest. Heiteres Gesellschafts-Spiel für Kinder. Illustriert von H. Albrecht; Otto Maier Verlag, Ravensburger Spiele Nr. 69, ca. 1898[1]
- Als Herausgeberin: Anna Elisabeth Freiin von Droste-Hülshoff. Ein Charakterbild als Einleitung in ihre Werke, Paderborn 1886, 2. Auflage 1900